# Kedokanbunder Wetan
Kedokanbunder Wetan is een bestuurslaag in het regentschap Indramayu van de provincie West-Java, Indonesië. Kedokanbunder Wetan telt 6976 inwoners (volkstelling 2010).